# 2-Methylvaleraldehyd
2-Methylvaleraldehyd ist eine organisch-chemische Verbindung aus der Stoffgruppe der Aldehyde. Er wird als Zwischenprodukt zur Herstellung höher veredelter Produkte wie Agrochemikalien, Duft- und Farbstoffe sowie Katalysatoren für Polymersynthesen (vor allem Polyester) in der chemischen Industrie eingesetzt.

## Vorkommen

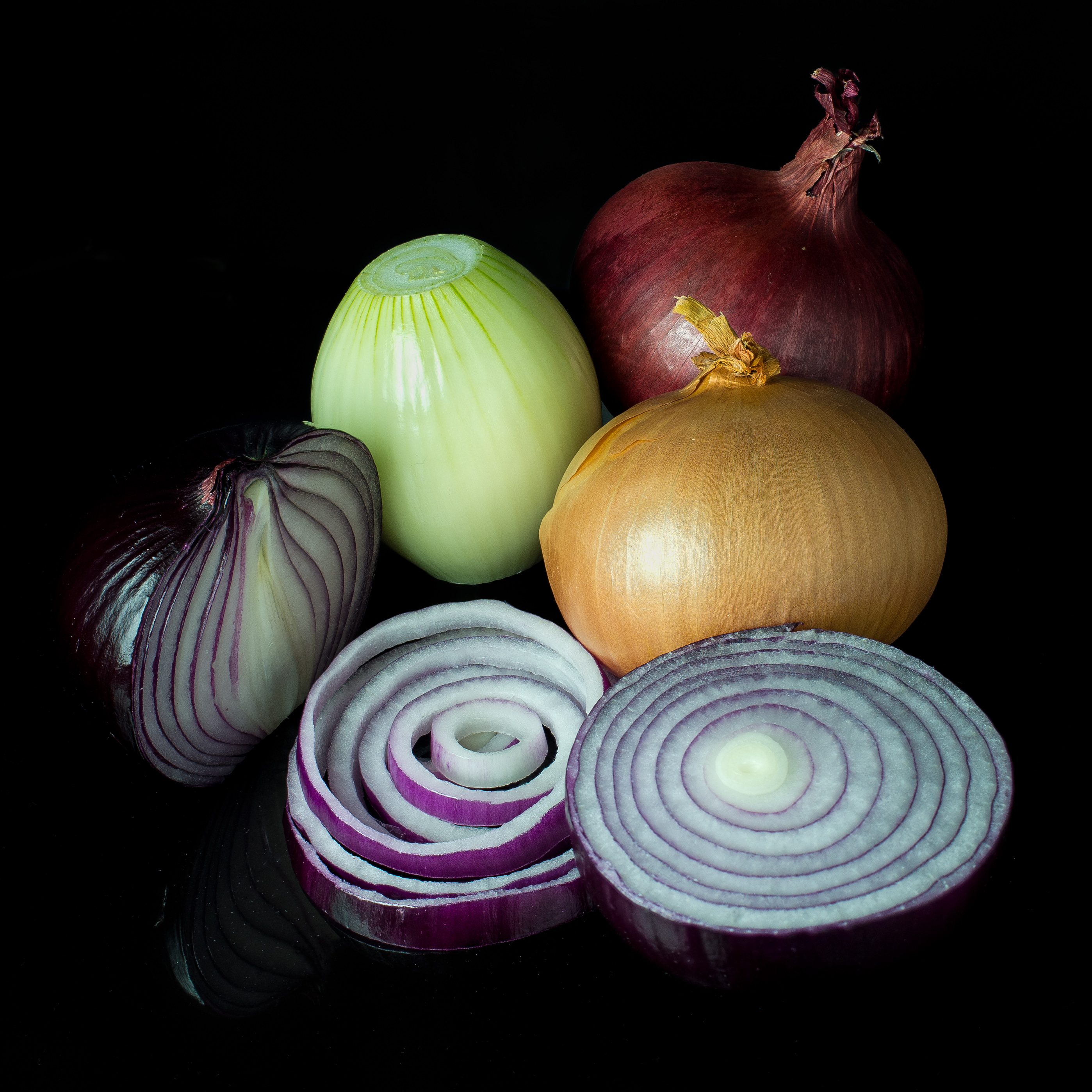
Zwiebel enthalten natürlicherweise 2-Methylvaleraldehyd

Natürlich kommt 2-Methylvaleraldehyd unter anderem in Zwiebeln, erhitztem Porree, Weizenbrot, erhitztem Rindfleisch, gebratenem Schweinefleisch, Bier und Kaffee vor.

## Isomerie
2-Methylvaleraldehyd kommt in zwei stereoisomeren Formen vor, da es am C2-Atom ein Stereozentrum besitzt. Folglich existieren die beiden Enantiomere (R)-2-Methylvaleraldehyd und (S)-2-Methylvaleraldehyd. Ohne näher spezifizierenden Zusatz ist meist ein Gemisch der beiden Substanzen gemeint, das als Racemat bezeichnet wird.
| Stereoisomere von 2-Methylvaleraldehyd |                          |                          |
| Name                                   | (R)-2-Methylvaleraldehyd | (S)-2-Methylvaleraldehyd |
| Andere Namen                           | (−)-2-Methylvaleraldehyd | (+)-2-Methylvaleraldehyd |
| Strukturformel                         |                          |                          |
| CAS-Nummer                             | 53531-14-9               | 82043-22-9               |
| CAS-Nummer                             | 123-15-9 (unspez.)       |                          |
| PubChem                                | 6994104                  | 6999050                  |
| PubChem                                | 31245 (unspez.)          |                          |
| Wikidata                               | Q82239303                | Q82239348                |
| Wikidata                               | Q27162196 (unspez.)      |                          |

## Gewinnung und Darstellung
Die technische Herstellung von racemischem 2-Methylvaleraldehyd erfolgt durch Aldolkondensation von Propionaldehyd in Gegenwart von basischen Katalysatoren (z. B. Natriumhydroxid, Amine) und anschließender selektiven katalytischen Hydrierung des entstandenen 2-Methyl-2-pentenals.
Ferner ist es auch durch schonende Oxidation von 2-Methylpentanol zugänglich.

## Eigenschaften

### Physikalische Eigenschaften
2-Methylvaleraldehyd hat eine relative Gasdichte von 3,45 (Dichteverhältnis zu trockener Luft bei gleicher Temperatur und gleichem Druck) und eine relative Dichte des Dampf-Luft-Gemisches von 1,03 (Dichteverhältnis zu trockener Luft bei 20 °C und Normaldruck). Außerdem weist 2-Methylpentanal eine dynamische Viskosität von 0,61 mPa·s bei einer Temperatur von 20 °C auf.

### Chemische Eigenschaften
2-Methylvaleraldehyd ist eine leicht entzündbare Flüssigkeit aus der Stoffgruppe der Aldehyde. Er ist schwer löslich in Wasser und leichter als Wasser. 2-Methylpentanal ist mittel bzw. schwer flüchtig. Wässrige Lösungen von 2-Methylpentanal reagieren sauer. Eine Lösung mit 4,2 g·l−1 weist bei 20 °C einen pH-Wert von 4 auf.

## Verwendung
2-Methylvaleraldehyd findet in der chemischen Industrie mittelmäßige Anwendung. Die Verbindung wird vorwiegend als Zwischenprodukt bei der Herstellung anderer chemischer Produkte verwendet. Dazu zählen besonders Agrochemikalien, Duft-, Riech- und Farbstoffe sowie Katalysatorsysteme zur Kunststoffsynthese. Des Weiteren ist 2-Methylpentanal eine wichtige Vorstufe zur Herstellung d es Beruhigungsmittels Meprobamat.

## Sicherheitshinweise
Die Dämpfe von 2-Methylvaleraldehyd können mit Luft explosive Gemische bilden. 2-Methylpentanal wird hauptsächlich durch den Atemtrakt aufgenommen, eine Resorption über die Haut und den Verdauungstrakt wird stark vermutet. Bei Aufnahme oder Verschlucken kann es zu Reizwirkungen auf Augen, Atemwege und Haut kommen. Zur Reproduktionstoxizität und Kanzerogenität liegen bisher keine ausreichenden Angaben vor. Für strukturell ähnliche Aldehyde wurde jedoch eine gewisse mutagene Wirkung durch In-vitro-Tests gefunden, jedoch keiner Bewertung unterzogen. 2-Methylvaleraldehyd weist eine untere Explosionsgrenze (UEG) von 1,6 Vol.-% und eine obere Explosionsgrenze (OEG) von 6,6 Vol.-% auf. Die Zündtemperatur beträgt 195 °C. Der Stoff fällt somit in die Temperaturklasse T4. Mit einem Flammpunkt von 16 °C gilt 2-Methylpentanal als leicht entflammbar.